# Tchinkounmè
Le Tchinkounmè est à la fois un genre musical et une danse traditionnelle de la région de Savalou et du département des collines au Bénin. À l'origine, c'est un rythme des peuples Mahi du Bénin.

## Origines
Venu de la région de Savalou et répandu dans le département des collines, le Tchinkounmè se joue à base de percussions aquatiques et de gota (grosse gourde en calebasse) raclés et frappés à l'aide d'un gros chiffon ou sandale en plastique en forme d’éventail. Genre musical traditionnel, le tchinkounmè s'est modernisé dans les années 60-70 par Anatole Houndéfo alias Alokpon originaire de Savalou. Il s'exécute le plus souvent lors des cérémonies de réjouissances populaires comme les inhumations, les mariages, et aussi les baptêmes traditionnels,,,,,,.

### Musiciens
Le Roi Alokpon est un artiste musicien du rythme traditionnel Tchinkounmè . Après son décès, sa fille prend la relève avec comme d'artiste Alokpon Junior.
Le musicien Tohon Stan a modernisé le Tchinkounmè qui est devenu le Tchink System.